# Опсада Кијева (1240)
Опсада Кијева 1240. била је последњи чин монголског освајања Русије.

## Увод
Први монголски поход, у зиму 1237-38. покорио је Рјазањску и Владимир-Суздаљску кнежевину, док је други поход у јесен 1239. освојио кнежевину Черњигов. Кијевски велики кнез Михаило тада је одбио да се преда Монголима, и они су се повукли без борбе. Нови поход, на Кијев, дошао је у лето 1240.
Након што је погубио монголске преговараче, кнез Михаило побегао је у Угарску, тражећи помоћ од краља Беле IV. Пред Татарима, Кијев се предао кнезу Данилу Галичком, који је упутио војводу Дмитра да брани град.

## Опсада
На Кијев је дошао лично Бату-кан, са Субудај-багатуром и свом монголском силом. Грађани, предвођени војводом Дмитром, храбро су бранили зидине, а када су оне проваљене монголским катапултима, утврдили су се у цркви Пресвете Богородице. Град је освојен након 3 месеца опсаде, али је војвода Дмитро поштеђен због своје храбрости.

## Последице
Монголи су опљачкали град и побили на хиљаде: када је Ђовани де Пиано Карпини прошао кроз Кијев 1246, видео је расуте лобање на све стране, док је град имао само 200 насељених кућа.
Након опсаде, Кијев је припао великом кнезу Јарославу II Владимирском, који се 1243. покорио Бату-кану и добио јарлик (дозволу) да влада Владимир-Суздаљем.
Кнез Михаило вратио се 1242. празних руку из Угарске у Черњигов. 1246. погубљен је у Сарају од Бату-кана, зато што је одбио да се поклони монголским идолима. Руска православна црква слави га као Светог Михаила Черњиговског.
Пад Кијева 1240. означио је крај монголског освајања Русије: све до 1380. (Битка на Куликовом пољу) руски кнезови владаће по милости ( "јарлик", даровница) монголских владара у Каракоруму, а затим у Сарају. Пут у Европу био је отворен.